# Communauté de communes du Cœur des Bauges
Die Communauté de communes du Cœur des Bauges ist ein ehemaliger französischer Gemeindeverband mit der Rechtsform einer Communauté de communes im Département Savoie, dessen Verwaltungssitz sich im Ort Le Châtelard befand. Sie lag in der Nähe der Ballungsräume Chambéry und Aix-les-Bains und umfasste einen zentralen Teil des Massivs der Bauges. Der Gemeindeverband bestand aus 14 Gemeinden auf einer Fläche von 262,9 km2.

## Aufgaben
Zu den vorgeschriebenen Kompetenzen gehörten die Entwicklung und Förderung wirtschaftlicher Aktivitäten und des Tourismus sowie die Raumplanung auf Basis eines Schéma de Cohérence Territoriale. Der Gemeindeverband steuerte die Wohnungspolitik, betrieb Straßenmeisterei und Rettungsdienste und war in fast sämtlichen Umweltbelangen wie Trinkwasserversorgung, Abwasseraufbereitung, Müllabfuhr und Müllentsorgung aktiv. Zusätzlich baute und unterhielt der Verband Sporteinrichtungen und förderte Sport- und Kulturveranstaltungen. Im Bereich des öffentlichen Nahverkehrs betrieb er einen Schulbusverkehr und interkommunale Busverbindungen. Insgesamt umfasste die Liste der von den Gemeinden an den Verband abgetretenen Kompetenzen 30 verschiedene Aufgabenbereiche.

## Historische Entwicklung
Die zum Jahreswechsel 1993/1994 geschaffene Communauté de communes hieß zuerst Pays des Bauges, bevor sie sich am 1. Januar 2012 in Cœur de Bauges umbenannte.
Mit Wirkung vom 1. Januar 2017 fusionierte der Gemeindeverband mit der Communauté d’agglomération Chambéry Métropole und bildete so die Nachfolgeorganisation Communauté d’agglomération Chambéry Métropole-Cœur des Bauges.

## Ehemalige Mitgliedsgemeinden
Folgende 14 Gemeinden gehörten der Communauté de communes du Cœur des Bauges an:
| Gemeinde                | Einwohner 1. Januar 2022 | Fläche km² | Dichte Einw./km² | Code INSEE | Postleitzahl |
| ----------------------- | ------------------------ | ---------- | ---------------- | ---------- | ------------ |
| Aillon-le-Jeune         | 429                      | 34,1       | 13               | 73004      | 73340        |
| Aillon-le-Vieux         | 218                      | 21,6       | 10               | 73005      | 73340        |
| Arith                   | 439                      | 24,3       | 18               | 73020      | 73340        |
| Bellecombe-en-Bauges    | 760                      | 22,9       | 33               | 73036      | 73340        |
| Doucy-en-Bauges         | 95                       | 12,7       | 7                | 73101      | 73630        |
| École                   | 307                      | 29,6       | 10               | 73106      | 73630        |
| Jarsy                   | 255                      | 32,7       | 8                | 73139      | 73630        |
| La Compôte              | 266                      | 7,6        | 35               | 73090      | 73630        |
| La Motte-en-Bauges      | 514                      | 10,0       | 51               | 73178      | 73340        |
| Le Châtelard            | 662                      | 18,0       | 37               | 73081      | 73630        |
| Le Noyer                | 220                      | 12,3       | 18               | 73192      | 73340        |
| Lescheraines            | 798                      | 8,2        | 97               | 73146      | 73340        |
| Sainte-Reine            | 170                      | 14,6       | 12               | 73277      | 73630        |
| Saint-François-de-Sales | 176                      | 14,4       | 12               | 73234      | 73340        |